# マリインスキー劇場沿海州別館
マリインスキー劇場沿海州別館（マリインスキーげきじょうえんかいしゅうべっかん、ロシア語: Приморская сцена Мариинского театра）はロシア沿海地方ウラジオストクにある歌劇場。

## 沿革・概要
2013年に10月18日に開場したオペラ・バレエ劇場で、ロシア沿海地方のウラジオストクにある。2016年1月までは「国立沿海州オペラ・バレー劇場」と呼ばれていたが、現在はサンクトペテルブルクにあるマリインスキー劇場の別館になっている。

## 建築・施設
この劇場は韓国高陽市のオペラハウスをモデルに設計されて、内装や諸設備は音響効果を詳細に研究して設置された。舞台の裏では、進行中の場面と平行して背景を準備できるようになっている。専門家たちは、この劇場がロシアの最良10劇場のひとつであるといっている。劇場の建物は株式会社「TPI Omskgrazhdanproyekt」の設計になる。
日本（特にヤマハ）と韓国の専門家が、コンサートやオーディションでテストをしている。劇場の建設中、ホールでのより良い音の分配のために、自然の素材を使い、音がより大きく広く行き渡るようにされた。たとえば、木製の吊り天井は最小限の金属を使用して作られ、他のすべての材料は天然由来のものを使っていて、天井自体はケーブルで吊るされている。また、ホールには、音を吸収して空間全体に行き渡らせるように特別なパネルを置いている。
この劇場は、その構成が創造的で技術的なだけでなく、設備の技術的な面においてもユニークである。建物には3つの地下があり（そのうち2つは建物管理用）、7つの地上階がある。エレベーターは14あり（うち2つは荷物用）、化粧室（芸術家用）は2人、4人、10人用が20室ある。劇場の建設中に障害者のニーズも考慮されて、車椅子、斜面、斜面付きの特別なエレベーターが用意された。

### 大ホール
大ホールは馬蹄形に作られていて、最大収容人数は1,356席である。大型ステージは、舞台裏で進行中以外のエリア（幅18m、奥行き12m）が確保されている。 & 

### 小ホール
小ホールでは室内楽演奏会や小規模バレエ公演が行われるほか、セミナーや上級者クラスの研修場としても利用されている。この部屋の最大収容人数は305席で、「小景観」と呼ぶ施設で様々に変化する舞台を組み合わせて演出することができ、この可動構造の助けを借りて、舞台は各シーンを変化させることができる。

## 劇場つきの劇団
この劇場の劇団は大・小の舞台で活動する。劇場の大ホールは、オーケストラ全体とソリストのために、大規模なオペラとバレエの演出、交響曲のコンサートを目的としている。すでに半年以上行われているイベントの中では、オペラ『エフゲニー・オネーギン』の制作、デニス・マツーエフの当劇場オーケストラとのピアノ・コンサート、サンクトペテルブルク音楽院のソリストによるコンサート、そしてバレエ『第14番』の世界初演が行われた。
沿海州劇場の俳優は地域の住民に多くの演目を披露してきた。例えば、オペラ『ユージーンオネーギン』がある。歴史的な演奏としては、音楽祭「文化の架け橋：サンクトペテルブルク-ウラジオストク」の一環として、ドミトリー・ショスタコーヴィチの交響曲第14番、音楽バレエ『第14番』の世界初演が行われた。この音楽フェスティバルは、ユニークなミュージシャンを沿海州に招くことを可能にした。沿海州は、子供や青年、音楽学校や教育機関の学生のための上級者クラスを開催している。また、劇場の舞台では定期的に行われるバレエ公演があり、その中にはワンアクト・バレエやクラシック作品の抜粋などがある。

### オーケストラ
オーケストラは、サンクトペテルブルク、モスクワ、ベラルーシ、韓国出身のアーティスト、地元出身の人たちで構成されている。沿海州オペラ・バレエ劇場の合唱は、完全に地元のボーカリストで構成されている。

### 歌手
オペラのソリストは、国内で最も優れた劇場の代表たちで構成されている。2015年以来、劇場オペラの監督はメゾソプラノのラリサ・ディアディコヴァ（Larisa Dyadkova）である。サンクトペテルブルク出身のボーカリストが多く、たとえば前年にサンクトペテルブルク音楽院を卒業したテナーのアレクセイ・コスチューク、マリア・ボクマノバなどである。タチアナ・マカルチュクはモスクワのガリーナ・ヴィシュネフスカヤ・オペラ・センターからオペラ歌唱のために到着した（彼女は地元のボリショイ・カーメニ出身）。2016年、劇場の芸術監督ヴァレリー・ゲルギエフがパリン・スメルコフを沿海州マリインスキー劇場の主席指揮者に任命したことを発表し、ウラジスラフ・カークリンが劇場の主な客演指揮者になった。

## 海外との関係
当劇場のバレエ団には、ロシア、キルギスタン、日本、ルーマニア、ブラジル、韓国、アメリカのダンサーがいる[4]。
ウラジオストクは毎年東方経済フォーラムが開かれて、この劇場では東アジアとの連携も重要視している。2020年には、音楽朗読劇「島へ　～ニコライ・ネフスキー　人生の旅～」の公演が小ホールで行われた。当劇場の首席チェロ奏者、宮古島古謡の歌い手など日本からの参加者も入れて、言語学者ニコライ・ネフスキーの業績をたたえた。

## 交通
マリインスキー劇場沿海州別館はウラジオストク市街地の南、金角湾を渡ったところにある。公共交通では、バスで（ Nos. 1, 15, 15к, 22д, 29д, 63, 75, 77, 77э, 79）オペラ・バレー停留所で下車、すぐある。タクシーでは、スヴェトランスカヤ通りなどの市街地から黄金橋通りへ出て南へ向かい、黄金橋で金角湾を渡ったら、すぐ。 & 